# Зандберг (Баварія)
Зандберг (нім. Sandberg) — громада в Німеччині, розташована в землі Баварія. Підпорядковується адміністративному округу Нижня Франконія. Входить до складу району Рен-Грабфельд.
Площа — 28,04 км2. Населення становить 2400 ос. (станом на 31 грудня 2020).